# Vlad (Albania)
Vlad – wieś położona w północnej części Albanii w gminie Bytyç.

## Demografia
Według spisu ludności z 1989 roku we wsi Vlad mieszkało 245 mieszkańców.